# Hoopa
Hoopa (フーパー Hoopa?) es una especie de Pokémon de Nintendo y de la franquicia de Pokémon de Game Freak. Se trata de un Pokémon singular de tipo psíquico y fantasma perteneciente a la sexta generación de videojuegos de Pokémon,aparecido por primera vez en Pokémon X e Y y Pokémon Rubí Omega y Zafiro Alfa. 
Ya ha sido confirmado por Game Freak, hasta el momento no es capturable por el jugador, pero si se pueden obtener mediante evento de distribución,  siendo primero comprobada su existencia con un software de Action Replay aplicado a los videojuegos de la videoconsola portátil Nintendo 3DS y más tarde por su misma presentación en la página web oficial de Nintendo.
Es descrito como un Pokémon problemático debido a su capacidad de teletransportar cualquier objeto mediante unos anillos que deforman el espacio, reuniéndolos en una guarida secreta.

## Diseño y características
El nombre de Hoopa esta derivado de la palabra inglesa hoop (aro, anillo), siendo reconocido a partir de este objeto que presenta en su abdomen, cuernos y frente.
Hoopa no tiene evolución ni evoluciona de ningún Pokémon, porque no es un Pokémon, carece de género y por tanto no puede criar.
Hoopa parece estar basado en un trasgo, criatura mitológica conocida por su costumbre de esconder o hacer desaparecer objetos útiles. Es de color mayoritariamente morado y rosa, constando de un cuerpo de tamaño reducido que carece de patas, con los brazos separados físicamente de su cuerpo, ojos verde y amarillo. Tiene cuernos a ambos lados de su cabeza, portando dos anillos dorados que son en realidad portales dimensionales, que le permiten transportar cosas a otras dimensiones pasando el objeto a través de estos, que pueden dilatarse sin límite.Otro tercer anillo más grueso rodea la parte inferior del cuerpo.

## Apariciones

### Videojuegos
Este pokémon aparece tanto en Pokémon X e Y  como en Pokémon Rubí Omega y Zafiro Alfa, y, a pesar de no ser capturable de forma natural en los juegos, es obtenible mediante un evento oficial de Nintendo.
Su movimiento característico es Paso dimensional, un ataque especial que crea un agujero negro que le permite aparecer detrás del oponente y atacarle, no pudiendo ser evadido mediante movimientos como Protección o Detección.

### Anime y medios relacionados
Hoopa ha sido confirmado como Pokémon protagonista de la decimoctava película de la franquicia, Hoopa y un duelo histórico (光輪の超魔神フーパ Ring no chōmajin fūpa?, Hoopa and the Clash of Ages, en inglés) guardando relación con la aparición de otros Pokémon legendarios como el trío creador liderado por Rayquaza, Lugia y Ho-Oh, el trío de dragones de Sinnoh o Arceus.